# Міжнародна палата судноплавства
Міжнародна палата судноплавства (англ. International Chamber of Shipping, ICS) — головна міжнародна асоціація судноплавної галузі, яка представляє інтереси судновласників та операторів по всьому світу.

## Історія заснування
Міжнародна палата судноплавства заснована у 1921р., судноплавними компаніями Англії, Австралії, Бельгії, Німеччини, Голландії, Данії, Італії, Іспанії, Норвегії, США, Канади, Франції, Швеції, Японії, як судноплавна Конференція для вирішення усіх технічних, юридичних, політичних питань та проблем працевлаштування, які можуть впливати на міжнародні вантажні перевезення.

## Роль та функції
Місія ICS — просувати інтереси судновласників та операторів з усіх питань, пов'язаних з політикою судноплавства та судовими операціями. Розробляти найкращі практики та рекомендації, які використовуються операторами суден по всьому світу. Міжнародна палата судноплавства грає головну роль в розробці, імплементації та послідуючих переглядах конвенцій:
≈  Міжнародної конвенції з охорони людського життя на морі (SOLAS);
≈ Міжнародної конвенції по запобіганню забрудненню з суден (MARPOL);
≈ Міжнародної конвенції про підготовку та дипломування моряків та несення вахти (STCW);
≈ Додатків та Кодексів типу ISM, ISPS, пов'язаних з відповідними конвенціями;
≈ практично усіх конвенцій, які приймає Міжнародна морська організація (IMO)
≈ ICS, як соціальний партнер Міжнародної організації праці (ILO), допомогла розробити текст конвенції МОП  про працю в морському судноплавстві.
Функції ICS:
- заохочувати високі стандарти роботи, забезпечувати високу якість та ефективність послуг з морських перевезень;
- розробляти нормативно-правову базу, підтримувати безпечні судноплавні операції, охорону навколишнього середовища та дотримання прийнятих на міжнародному рівні стандартів та процедур;
- співпрацювати з міжурядовими та неурядовими організаціями у реалізації своєї місії;
- сприяти розвитку міжнародного судноплавства, але виступати проти односторонніх та регіональних дій з боку національних урядів;
- підтримувати комерційні реалії судноплавства та необхідності надання якісних послуг, які підвищують комерційний прибуток.

## Діяльність
Міжнародна палата судноплавства займається усіма аспектами світового судноплавства. Найбільш важливі:
- морська судноплавна політика;
- безпека мореплавання;
- рекомендовані шляхи плавання суден та системи розділення руху суден;
- запобігання забруднення морського середовища;
- уніфікація транспортної документації;
- інформування членів ICS про законодавчі акти морських держав, які стосуються судноплавства